# 松平賴啓
松平賴啟（日语：／ Matsudaira Yoriyuki，1785年2月2日—1848年8月7日），日本江戶時代大名，西條藩第8代藩主。

## 生平
天明四年十二月二十三（1785年2月2日）出生，西條藩第6代藩主松平賴謙的第三子，幼名友三郎。
寬政九年（1797年）兄長、西條藩第7代藩主松平賴看去世，並無兒子，因此以賴啟作養嗣子繼承藩主之位，兩年後（1799年）敘任從四位下侍從，藩政包括實行文治政策，創立藩校擇善堂（今西條市立西條小學），又開發多喜濱新田和協助伊能忠敬在其領地範圍測量地圖（即大日本沿海輿地全圖）。
天保三年閏十一月二十五（1833年1月15日）賴啟隱居，將家督位置讓給兒子賴學，到嘉永元年（1848年）逝世，享年65歲。
| 松平賴啓        |                               |                 |
| 貴族爵位和頭銜  |                               |                 |
| 前任： 松平賴看 | 西條松平家當主 1797年－1832年 | 繼任： 松平賴學 |
| 官衔            |                               |                 |
| 前任： 松平賴看 | 西條藩藩主 1797年－1832年     | 繼任： 松平賴學 |